# روب ريتش
روب ريتش (بالإنجليزية: Rob Reich)‏ هو عالم سياسة أمريكي، ولد في 1969 في نيوجيرسي في الولايات المتحدة.